# Neoempheria portoricensis
Neoempheria portoricensis är en tvåvingeart som beskrevs av Coher 1959. Neoempheria portoricensis ingår i släktet Neoempheria och familjen svampmyggor.
Artens utbredningsområde är Puerto Rico. Inga underarter finns listade i Catalogue of Life.